# كأس العالم للباندي
كأس العالم باندي (بالإنجليزية: Bandy World Cup)‏ (بالسويدية: Världscupen i bandy) ، هي رياضة دولية للعبة باندي وهي أشبه بلعبة هوكي الجليد، ويقام كل عام في السويد.

## وصلة خارجية
- الموقع الرسمي لكأس العالم باندي